# Andrew Johnson (amerikai elnök)
Andrew Johnson (1808. december 29. – 1875. július 31.) az Egyesült Államok 17. elnöke 1865 és 1869 között, Abraham Lincoln utóda.

## Felbukkanása a politikában, az első évek
Andrew Johnson szülei írástudatlan segédmunkások voltak. Ő szabósegédként kezdte a pályafutását. 1828-ban Greeneville város tanácsosává, majd 1830-ban polgármesterévé nevezték ki. 1833-ig töltötte be a polgármesteri tisztséget ebben a városban. Nem sokkal ezután, 1835-ben a tennessee-i törvényhozás képviselőjévé nevezték ki, majd 2 évvel később szenátorrá is megválasztották. 1843-53-ig a kongresszus képviselője volt, 1853-57-ig pedig Tennessee állam kormányzója. 1857-62-ig szenátus tag. 1862-65-ig Tennessee katonai kormányzója volt, 1865-ig polgári kormányzatot állított fel. 1864-ben Johnson Abraham Lincoln elnök alelnöke lett. Kicsit több, mint 1 hónapig tevékenykedett alelnökként, április 14-én éjjel tudta meg, hogy Lincoln elnök ellen merényletet kíséreltek meg. Másnap letette az esküt, ezzel az USA elnökévé vált.

### Johnson jellemzése
Johnson - mivel pályafutását a nyomorban kezdte, egész életében gyűlölte a nála gazdagabb embereket. Lendületes, erős és bátor férfi volt, de képtelen volt a kompromisszum kötésére. Szinte egész pályafutása a harcból és a gyűlölködésből állt. A kisemberek képviselőjének tekintette magát, aki a „parazita arisztokrácia ellen harcol”. Szűk látókörű, bizalmatlan, harcias ember volt. Johnsont nem kedvelték a Demokrata Párt képviselői, a tömegek szemében azonban - szónoklatai miatt - népszerű volt.

## Az Amerikai Egyesült Államok elnökeként
Andrew Johnson Lincoln kabinetjét megtartva tisztességesen és hatékonyan működtette tovább a kormányzatot. Külpolitikai téren jelentős eredményeket ért el. Rávette III. Napóleont, hogy vonja ki Miksa császárt támogató seregeit Mexikóból. Megakadályozta, hogy Ausztria önkénteseket küldjön Ferenc József öccsének segítségére. 1867-ben hétmillió dollárért megvásárolták Alaszkát Oroszországtól. Megpróbálta megvásárolni St. John- és St. Thomas szigeteket is, ezt a szenátus azonban elutasította. 1867-ben elfoglalja a Hawaiitól nyugatra fekvő Midway-szigeteket. Ugyanebben az évben Nebraska államként csatlakozott az Unióhoz. Johnson sokat tett azért, hogy az indiánokkal sikerüljön dűlőre jutni. Az elért jó eredményeket azonban háttérbe szorította Johnson rekonstrukciós politikája.
Johnsonnak három célja volt ezzel a politikával. Az unió helyreállítása, a déli ültetvényes arisztokrácia megbüntetése, és saját újraválasztatása. A volt rabszolgák számára nem biztosított jogokat, alsóbbrendűeknek tekintette őket. 1865-ben előterjesztette rekonstrukciós elveit, amnesztiát ígért mindenkinek, aki leteszi a hűségesküt az unióra, a volt rabszolgákat kivéve mindenki visszakapja a tulajdonát. Az amnesztiából azonban kizárta a Konföderáció vezető tisztviselőit, és azokat, akik 20 000 dollárnál értékesebb vagyonnal rendelkeztek.
Az elnök azt javasolta a déli államoknak, hogy a műveltebb és módosabb feketéket ruházzák fel politikai jogokkal, hogy megnyugtassák az északiakat. A déli államok ahelyett, hogy követték volna az elnök tanácsát, korlátozták a feketék jogait. Faji zavargások kezdődtek. Észak mindebből azt hitte, hogy újra megpróbálják visszaállítani a rabszolgaságot, és újra a lázadók kerülnek hatalomra. Johnson túlbecsülte saját támogatottságát, és a republikánusok erejét. 1866-ban mindkét népszerű, a déli zavargások helyreállítását célzó törvényt megvétózta, és árulóknak nevezte a republikánusok vezetőit. Szembeszállt a volt rabszolgák polgárjogait védelmező XIV. alkotmánykiegészítéssel is. Ezekkel az intézkedéseivel tönkretette saját esélyeit a következő választáson.
1866 augusztusában Johnson körútra indult, ezzel próbálta javítani helyzetét. Több városban kifütyülték, ő pedig haragjában összevissza kiabált. A kongresszusi választáson a republikánusok győztek, ettől kezdve Johnson nem tudott érvényesülni. Próbálta megvétózni a Kongresszusi törvényeket, vétóit azonban a két kamara érvénytelenítette. Az elnök nehezen nyugodott bele a vereségébe, és a szenátus akaratával szembeszegülve leváltotta Edwin M. Stanton hadügyminisztert. Ekkor a Szenátus vádat emel ellene. Hét republikánus szenátor felmentő szavazata azonban megmentette Johnsont. Ő ezután nem avatkozott bele a rekonstrukció folyamatába. Az 1868-as elnökválasztáson nem sikerült a demokraták elnökjelöltségét megszereznie.

## Tevékenykedései elnöksége után
Andrew Johnson visszatért városába, ahol nagy ünnepléssel fogadták. Aktív tagja maradt a Demokrata Pártnak, több választáson is indult, 1875-ben sikerült bejutnia a szenátusba.

## Elődök és utódok
| Elődje: Abraham Lincoln | Az Amerikai Egyesült Államok elnöke 1865. április 15. – 1869. március 3. | Utódja: Ulysses S. Grant |

| Elődje: Hannibal Hamlin | Az Amerikai Egyesült Államok alelnöke 1865. március 4. – 1865. április 15. | Utódja: Schuyler Colfax |

| Elődje: William B. Campbell | Tennessee állam kormányzója 1853. október 17. – 1857. november 3. | Utódja: Isham G. Harris |